# Rockfall Valley
Das Rockfall Valley (englisch für Felssturztal) ist ein Tal auf der Ulu-Halbinsel im Nordwesten der westantarktischen James-Ross-Insel. Es liegt nordnordwestlich des Davies Dome und ermöglicht den Zugang zum Phormidium Lake.
Das UK Antarctic Place-Names Committee benannte es 2006 nach den andauernden Felsstürzen am südlichen Ende des Tals.